# Flahont Wałyniec
Flahont Wałyniec (ur. 27 grudnia 1878 w Wilejce, zm. 9 października 1941 w ZSRR) – białoruski działacz społeczny i polityczny, poseł Hramady na Sejm II RP.

## Życiorys
W 1905 i 1917 uczestniczył w socjalistycznych rewolucjach na terenie Wilna. Działał w Towarzystwie Szkoły Białoruskiej, którego był prezesem. Należał też do Hramady, z ramienia której w latach 1928–1930 sprawował mandat posła na Sejm RP II kadencji. Współpracował też z innymi środowiskami radykalnie lewicowymi, w tym komunistami. 
W 1930 aresztowany za działalność antypaństwową, w drodze wymiany więźniów wyjechał w 1932 do ZSRR. Aresztowany w Mińsku w 1933, oskarżony i skazany za „nacjonalizm białoruski” oraz „przygotowywanie spisku kontrrewolucyjnego”. Zmarł lub został zabity w łagrze na jesieni 1941.